# 경남보건고등학교
경남보건고등학교는 대한민국 경상남도 함안군 함안면에 있었던 학력인정 평생교육시설이다. 2019년 4월 4일 자로 13년만에 폐업했다.